# Pałac w Chorzeminie
Pałac w Chorzeminie – zabytkowy pałac we wsi Chorzemin w województwie wielkopolskim.
Wybudowany został w roku 1910 dla rodziny Daumów, właścicieli majątku Chorzemin i dóbr kiełpińskich. Łączy w sobie elementy stylów neogotyckiego i secesyjnego. Obok pałacu znajduje się park.